# Charles Thomas (beisebolista)
Charles Wesley Thomas (26 de dezembro de 1978) é um ex-jogador de beisebol norte-americano. Ele jogou pela última vez no Milwaukee Brewers.